# Alles met je delen
Alles met je delen is het vierde studioalbum van het Nederlandse volkszanger Frans Duijts en de opvolger van zijn album Leef je droom. Als voorloper op het album werden de singles Morgen is pas morgen
en Laat me nooit alleen uitgebracht. De eerste single kwam op nummer 1 in de Nederlandse Single Top 100 terecht. Op 2 maart 2012 werd het album uitgebracht en kwam op 10 maart op nummer 2 binnen in de Nederlandse Album Top 100 en nummer 66 in de Vlaamse Ultratop 100 albumlijst. Het werd zijn eerste notering in Vlaanderen in de albumlijst. Een week later steeg het album naar de nummer 1-positie in de Nederlandse Album Top 100. Op het album staat ook In ons café, een duet met zanger Django Wagner.

## Hitnoteringen

### NederlandseAlbum Top 100
| Hitnotering (week 1 t/m 24): 10-03-2012 t/m 18-08-2012 Hitnotering (week 25 t/m 28): 17-11-2012 t/m 08-12-2012 Hitnotering (week 29 t/m 30): 22-12-2012 t/m 29-12-2012 | Hitnotering (week 1 t/m 24): 10-03-2012 t/m 18-08-2012 Hitnotering (week 25 t/m 28): 17-11-2012 t/m 08-12-2012 Hitnotering (week 29 t/m 30): 22-12-2012 t/m 29-12-2012 | Hitnotering (week 1 t/m 24): 10-03-2012 t/m 18-08-2012 Hitnotering (week 25 t/m 28): 17-11-2012 t/m 08-12-2012 Hitnotering (week 29 t/m 30): 22-12-2012 t/m 29-12-2012 | Hitnotering (week 1 t/m 24): 10-03-2012 t/m 18-08-2012 Hitnotering (week 25 t/m 28): 17-11-2012 t/m 08-12-2012 Hitnotering (week 29 t/m 30): 22-12-2012 t/m 29-12-2012 | Hitnotering (week 1 t/m 24): 10-03-2012 t/m 18-08-2012 Hitnotering (week 25 t/m 28): 17-11-2012 t/m 08-12-2012 Hitnotering (week 29 t/m 30): 22-12-2012 t/m 29-12-2012 | Hitnotering (week 1 t/m 24): 10-03-2012 t/m 18-08-2012 Hitnotering (week 25 t/m 28): 17-11-2012 t/m 08-12-2012 Hitnotering (week 29 t/m 30): 22-12-2012 t/m 29-12-2012 | Hitnotering (week 1 t/m 24): 10-03-2012 t/m 18-08-2012 Hitnotering (week 25 t/m 28): 17-11-2012 t/m 08-12-2012 Hitnotering (week 29 t/m 30): 22-12-2012 t/m 29-12-2012 | Hitnotering (week 1 t/m 24): 10-03-2012 t/m 18-08-2012 Hitnotering (week 25 t/m 28): 17-11-2012 t/m 08-12-2012 Hitnotering (week 29 t/m 30): 22-12-2012 t/m 29-12-2012 | Hitnotering (week 1 t/m 24): 10-03-2012 t/m 18-08-2012 Hitnotering (week 25 t/m 28): 17-11-2012 t/m 08-12-2012 Hitnotering (week 29 t/m 30): 22-12-2012 t/m 29-12-2012 | Hitnotering (week 1 t/m 24): 10-03-2012 t/m 18-08-2012 Hitnotering (week 25 t/m 28): 17-11-2012 t/m 08-12-2012 Hitnotering (week 29 t/m 30): 22-12-2012 t/m 29-12-2012 | Hitnotering (week 1 t/m 24): 10-03-2012 t/m 18-08-2012 Hitnotering (week 25 t/m 28): 17-11-2012 t/m 08-12-2012 Hitnotering (week 29 t/m 30): 22-12-2012 t/m 29-12-2012 | Hitnotering (week 1 t/m 24): 10-03-2012 t/m 18-08-2012 Hitnotering (week 25 t/m 28): 17-11-2012 t/m 08-12-2012 Hitnotering (week 29 t/m 30): 22-12-2012 t/m 29-12-2012 | Hitnotering (week 1 t/m 24): 10-03-2012 t/m 18-08-2012 Hitnotering (week 25 t/m 28): 17-11-2012 t/m 08-12-2012 Hitnotering (week 29 t/m 30): 22-12-2012 t/m 29-12-2012 | Hitnotering (week 1 t/m 24): 10-03-2012 t/m 18-08-2012 Hitnotering (week 25 t/m 28): 17-11-2012 t/m 08-12-2012 Hitnotering (week 29 t/m 30): 22-12-2012 t/m 29-12-2012 | Hitnotering (week 1 t/m 24): 10-03-2012 t/m 18-08-2012 Hitnotering (week 25 t/m 28): 17-11-2012 t/m 08-12-2012 Hitnotering (week 29 t/m 30): 22-12-2012 t/m 29-12-2012 | Hitnotering (week 1 t/m 24): 10-03-2012 t/m 18-08-2012 Hitnotering (week 25 t/m 28): 17-11-2012 t/m 08-12-2012 Hitnotering (week 29 t/m 30): 22-12-2012 t/m 29-12-2012 | Hitnotering (week 1 t/m 24): 10-03-2012 t/m 18-08-2012 Hitnotering (week 25 t/m 28): 17-11-2012 t/m 08-12-2012 Hitnotering (week 29 t/m 30): 22-12-2012 t/m 29-12-2012 | Hitnotering (week 1 t/m 24): 10-03-2012 t/m 18-08-2012 Hitnotering (week 25 t/m 28): 17-11-2012 t/m 08-12-2012 Hitnotering (week 29 t/m 30): 22-12-2012 t/m 29-12-2012 |
| Week: | 1 | 2 | 3 | 4 | 5 | 6 | 7 | 8 | 9 | 10 | 11 | 12 | 13 | 14 | 15 | 16 | 17 |
| --- | --- | --- | --- | --- | --- | --- | --- | --- | --- | --- | --- | --- | --- | --- | --- | --- | --- |
| Positie: | 2 | 1 | 3 | 7 | 8 | 15 | 25 | 22 | 32 | 36 | 37 | 24 | 47 | 39 | 70 | 68 | 94 |
| Week: | 18 | 19 | 20 | 21 | 22 | 23 | 24 | | 25 | 26 | 27 | 28 | | 29 | 30 | | |
| Positie: | 33 | 56 | 50 | 76 | 81 | 88 | 98 | uit | 20 | 27 | 56 | 65 | uit | 97 | 65 | uit | |

### VlaamseUltratop 200Albums
| Hitnotering: 10-03-2012 t/m 01-09-2012 | Hitnotering: 10-03-2012 t/m 01-09-2012 | Hitnotering: 10-03-2012 t/m 01-09-2012 | Hitnotering: 10-03-2012 t/m 01-09-2012 | Hitnotering: 10-03-2012 t/m 01-09-2012 | Hitnotering: 10-03-2012 t/m 01-09-2012 | Hitnotering: 10-03-2012 t/m 01-09-2012 | Hitnotering: 10-03-2012 t/m 01-09-2012 | Hitnotering: 10-03-2012 t/m 01-09-2012 | Hitnotering: 10-03-2012 t/m 01-09-2012 | Hitnotering: 10-03-2012 t/m 01-09-2012 | Hitnotering: 10-03-2012 t/m 01-09-2012 | Hitnotering: 10-03-2012 t/m 01-09-2012 | Hitnotering: 10-03-2012 t/m 01-09-2012 | Hitnotering: 10-03-2012 t/m 01-09-2012 |
| Week:                                  | 1                                      | 2                                      | 3                                      | 4                                      | 5                                      | 6                                      | 7                                      | 8                                      | 9                                      | 10                                     | 11                                     | 12                                     | 13                                     | 14                                     |
| -------------------------------------- | -------------------------------------- | -------------------------------------- | -------------------------------------- | -------------------------------------- | -------------------------------------- | -------------------------------------- | -------------------------------------- | -------------------------------------- | -------------------------------------- | -------------------------------------- | -------------------------------------- | -------------------------------------- | -------------------------------------- | -------------------------------------- |
| Positie:                               | 66                                     | 33                                     | 16                                     | 14                                     | 15                                     | 16                                     | 23                                     | 28                                     | 24                                     | 36                                     | 37                                     | 49                                     | 57                                     | 59                                     |
| Week:                                  | 15                                     | 16                                     | 17                                     | 18                                     | 19                                     | 20                                     | 21                                     | 22                                     | 23                                     | 24                                     | 25                                     | 26                                     |                                        |                                        |
| Positie:                               | 54                                     | 91                                     | 106                                    | 99                                     | 118                                    | 152                                    | 151                                    | 96                                     | 101                                    | 111                                    | 120                                    | 181                                    | uit                                    |                                        |